# Saxifraga eglandulosa
Saxifraga eglandulosa är en stenbräckeväxtart som beskrevs av Adolf Engler. Saxifraga eglandulosa ingår i Bräckesläktet som ingår i familjen stenbräckeväxter. Inga underarter finns listade i Catalogue of Life.